# 实数完备性
直观上，实数完备性（英語：Completeness of the real numbers）意味着实数轴上（以理查德·戴德金的说法）没有“间隙”。这是实数区别于有理数的特点，有理数在数轴上是有间隙的，即无理数。在十进制计数法下，实数的完备性等价于：实数与一个十进制小数表示一一对应。
实数的完备性公理有一组等价命题，完备性的定义方式与实数的构造方式相关。在确立其中之一为公理后，其余皆为完备性公理的等价定理。

## 等價命題
实数完备性可以用以下任意一个等价定理作為出發點。以下從最小上界定理出发，來证明其他等价命题。

#### 最小上界性
又稱為上確界定理（Theorem of Least-Upper-Bound, 簡稱LUB），也就是
定理 — 集合 {\displaystyle A\subset \mathbb {R} } 且 {\displaystyle A\neq \varnothing } ，若 {\displaystyle A} 存在 {\displaystyle d\in \mathbb {R} } ，使得：
「對所有的 {\displaystyle a\in A} ， {\displaystyle a\leq d} 」（稱 {\displaystyle d} 為 {\displaystyle A\subset \mathbb {R} } 的一個上界）
則存在 {\displaystyle s\in \mathbb {R} } 使得：
「 {\displaystyle s} 為 {\displaystyle A} 的一個上界 」且 「對所有 {\displaystyle r\in \mathbb {R} } ，只要 {\displaystyle r} 為 {\displaystyle A} 的一個上界，則 {\displaystyle s\leq r} 」
也就是說，实数非空子集有上界，则它有最小上界。其證明請參見實數的構造。

#### 柯西收敛准则
设 {\displaystyle \{s_{n}\}_{n\in \mathbb {N} }} 是實數柯西序列。设 S 為這樣一個集合，其中每個實數只大於序列 {\displaystyle \{s_{n}\}_{n\in \mathbb {N} }} 中的有限個成員。{\displaystyle \forall \varepsilon \in \mathbb {R} ^{+}}，设 {\displaystyle N\in \mathbb {N} ^{+}} 使得 {\displaystyle \forall n,m\geq N}， {\displaystyle |s_{n}-s_{m}|<\varepsilon }。於是这个序列在区间 {\displaystyle (s_{N}-\varepsilon ,s_{N}+\varepsilon )} 裡出現无限多次，而且只在它的補集裡最多出現有限次。这意味着 {\displaystyle s_{N}-\varepsilon \in } S， 因此 S{\displaystyle \not =\emptyset }。另外 {\displaystyle s_{N}+\varepsilon } 是 S 的上界。於是通过 LUB 公理，可以设 b 是 S 的最小上界，而且 {\displaystyle s_{N}-\varepsilon \leq b\leq s_{N}+\varepsilon } 。由三角不等式，當 n>N 時成立时 {\displaystyle d(s_{n},b)\leq d(s_{n},s_{N})+d(s_{N},b)\leq \varepsilon +\varepsilon =2\varepsilon }。所以 {\displaystyle s_{n}\longrightarrow b} 。
滿足柯西收敛准则的度量空間稱為完備空間，若取函數 {\displaystyle d} 為
{\displaystyle d=\left\{(a,\,b){\bigg |}(a,\,b\in \mathbb {R} )\wedge (b=|a|)\right\}}
可以驗證  {\displaystyle (\mathbb {R} ,\,d)}  為一度量空間，這樣本節的結果也可以重新敘述為「實數系 {\displaystyle \mathbb {R} } 有最小上界定理等價於 {\displaystyle (\mathbb {R} ,\,d)} 為完備空間。」

#### 区间套原理
定理聲稱對於任一的有界閉區間套In（例如In = [an, bn]並滿足an ≤ bn），它們的交集In非空，且為閉區間{\displaystyle [\lim _{n\to \infty }a_{n},\lim _{n\to \infty }b_{n}]}；特別地，假若{\displaystyle \lim _{n\rightarrow \infty }a_{n}-b_{n}=0}，則它們的交集J為一個包含且僅包含{\displaystyle \lim _{n\rightarrow \infty }a_{n}}的單點集。

#### 单调有界定理
如果{\displaystyle \{a_{k}\}_{k=1}^{\infty }}是一个单调的实数序列（例如單調遞增：{\displaystyle a_{k}\leq a_{k+1}}），则这个序列具有有限极限，当且仅当序列有界。此定理可以由LUB公理證明。

#### 聚点定理
波爾查諾-魏爾施特拉斯定理（英語：Bolzano–Weierstrass theorem）说明，{\displaystyle \mathbb {R} }中的一個子集{\displaystyle E}是序列緊緻（每個序列都有收斂子序列）当且仅当{\displaystyle E}是有界閉集。更一般地，這個定理對有限维实向量空间{\displaystyle \mathbb {R} ^{n}}亦有效。